# Kulty UFO
UFO kulty, nebo též UFO náboženství je jakýkoliv druh náboženství, který operuje s existencí mimozemšťanů (angl. extraterrestrials; ETs) pilotujících neidentifikované létající objekty (angl. unidentified flying objects; UFO), jako s elementem víry. Jednotlivé skupiny se v dílčích momentech odlišují, avšak v zásadě se shodují v tom, že mimozemšťané přicházejí na naši planetu, aby lidstvu sdělili vyšší nauku a vyvedli je tak z nevědomosti. Mimozemšťané jsou vesmírní “bratři”, kteří jsou na vyšším stupni vývoje, a nyní přišli svým mladším bratrům (tedy pozemšťanům) pomoci. Jejich poselství vychází z obavy o osud lidstva, protože kdyby se lidé orientovali pouze materialisticky, tak jak je tomu nyní, jeho další vývoj by vedl ke zkáze. Existuje však také odlišná interpretace, dle níž mimozemšťané chtějí Zemi kolonizovat. Jiní vyznavači UFO vidí v neidentifikovaných létajících objektech projevy vyšší, vesmírné, božské inteligence. Jejich interpretace je založena na víře v různé duchovní úrovně světa a v bytosti s různou mírou dosažení čisté inteligence a čistého poznání. Takové bytosti existují jako čirá inteligence, neplatí pro ně žádná časoprostorová omezení a dosáhly mystického poznání Absolutna. Představitelé čiré inteligence mimozemského původu se mohou materializovat, např. podle toho, jakou podobu odečtou lidem z jejich mysli. Tito vesmířané přinesli lidstvu poznání, z něhož bylo v důsledku úpadku lidstva mnohé zapomenuto, ale které je obsaženo ve svatých knihách všech náboženských systémů světa. Zmínky o setkání lidí s projevy mimozemské inteligence lze podle přesvědčení vyznavačů UFO najít v řadě posvátných textů různých kultur. V bibli jde např. o pasáže, kde se hovoří o oblacích (tedy o létajících talířích) a andělech, kteří sestupují na zem (tedy o vesmířanech), např. Gn 32, 25-31, Ex 14, 19-20, 34-38, Joz 10, 12-13, 2Kr 2, 1, Mt 17, 1-8, L 2, Sk 1, 9-11.
UFO skupiny formulují také nauku o cílech a smyslu lidského snažení. Někteří věří, že v okamžiku zániku světa to budou právě oni, kteří budou těmito vyššími inteligentními bytostmi zachráněni. Jiní se spíše snaží orientovat člověka k tomu, aby svou vlastní činností přispěl k záchraně své i ostatních lidí. Jde v podstatě o náboženskou cestu, která se snaží obsáhnout všechny konkrétní náboženské systémy; ty jsou chápány jako různé projevy jediného poznání. UFO věřící hlásají nutnost hlubokého ponoru do vlastního nitra, probuzení harmonie v sobě samých i ve vztahu k okolí. Lidstvo je viděno jako jedna kosmická bytost a každý člověk může svým každodenním chováním přispět k její harmonii a spáse. Touto cestou se člověk vyrovná duchovní úrovni mimozemských inteligencí a obnové své zapomenuté přirozené schopnosti, které dnes vnímá jako mimořádné.
UFO náboženství se nejprve rozvinula v zemích jako USA, Kanada, Francie, Spojené království a Japonsko, jelikož tento koncept předpokládá kulturní kontext takové společnosti, která je dostatečně technologicky rozvinutá na to, aby koncept vesmířanů dokázala vůbec vnímat, a takové společnosti, kde není náboženství potlačováno nebo odsuzováno.

## Významná UFO náboženství

### Aetherius Society
Aetherius Society bylo založeno roku 1955 ve Spojeném království v Londýně. Její zakladatel, George King, tvrdil, že jej 8. května 1954 a v několika následujících dnech navštívily spirituální bytosti, mezi nimiž byl nejvýznamnější Kosmický Mistr Venuše jménem Aetherius. King byl mimo jiné vyzván, aby se připravil na svůj úkol v Meziplanetárním parlamentu, který v rámci sluneční soustavy sídlí na Saturnu. Nauka společnosti vychází ze zvěsti, kterou Aetherius a Mistr Ježíš předal Kingovi. Země je podle této nauky v nebezpečí, které hrozí ze strany černých mágů a cílem členů společnosti je koncentrovat energii a napomáhat Velkému bílému bratrstvu, jehož členy jsou mimo jiné též Aetherius a Mistr Ježíš, v jejich snaze ochránit Zemi a lidstvo před zkázou. V určitých obdobích označovaných jako období spirituálních tlaků (spiritual pushes) se členové společnosti snaží směřovat energii správným směrem - v této souvislosti King např. vyhlásil Operaci Hvězdné světlo (Operation Starlight), která probíhala tři roky a jeden měsíc v letech 1958-1961 a během níž bylo kosmickou silou nabito devatenáct hor v různých částech světa. Coby spirituální učitel, George King vyučoval určité podoby jógy, spirituálního léčení a mantrické a dynamické modlitby - nástroje pro duchovní seberozvoj a službu světu - principu, na kterém je Aetheriánská společnost údajně založena.

### Církev SubGenia
Církev SubGenia je tzv. parodické náboženství kritizující světová náboženství a New Age spiritualitu, vzniknuvší z iniciativy Ivana Stanga a Phila Drummonda v roku 1979 publikací SubGenius Pamphlet #1. V tomto zakladatelském textu se autoři odkazují na fiktivní postavu mytického” zakladatele J. R. "Bob Dobbse, který Církev údajně založil již v 50. letech, poté, co v roce 1953 spatřil vizi centrálního boha JHVH-1 na obrazovce televizoru, který sám sestavil. Podle prohlášení samotné organizace, její řady světově čítají přes 10 000 členů, kteří zaplatili 30 $, aby se staly “ordinovanými zástupci SubGenia”. S tím je spojen UFO prvek církve, který spočívá ve víře v existenci tzv. Xšťanů (bytosti z planety X), kteří měli na prorokovaný den, 5. července 1998, přistát na planetě Zemi s cílem zničit lidstvo a odnést platící členy Církve buď do vesmíru ke splynutí s bohyněmi sexuality, nebo k radovánkám v blaženém pekle. Jelikož ohlašovaný soudný den nepřišel, členové Církve se “pro jistotu” každého 5. července scházejí k oslavě tzv. X-Day.

### Nebeská brána
Nebeská brána (Heaven’s Gate) bylo americké mileniální UFO náboženství se sídlem v Kalifornii, založené roku 1975. Působilo pod různými názvy, např. HIM - human individual metamorphosis, později Total Overcomers Anonymous. Skupinu vedl Marschall Herff Applewhite (jehož jméno ve skupině bylo Do) a jeho přítelkyně Bonnie Lu Nettlesová (její jméno ve skupině bylo Ti). Učení skupiny, jež je zachyceno na internetu v základním textu Jak a kdy může být otevřena Nebeská brána, kombinuje prvky křesťanství, okultistické tradice (zvláště učení teosofie) a víru v existenci mimozemských civilizací. Podle nauky skupiny přiletěli mimozemšťané na Zem přibližně před dvěma tisíci lety z Království nebeského a rozhodli se zde zanechat jednoho z nich - který se “inkarnoval do těla asi třicet let starého (ne při narození, ale těsně před - během - a po pokřtění Janem Křtitelem)". Ten byl však zabit a Zemi ovládli luciferiáni. Také Do a Ti byli mimozemšťané a připravovali skupinu na vhodný okamžik k opuštění Země a vydání se v kosmickém korábu do Království nebeského. Tento okamžik nastal v roce 1997, kdy se na obloze objevila Hale-Boppova kometa. 27. března spáchali ve vile v Rancho San Fernando poblíž San Diega hromadnou sebevraždu.

### Islámský národ
Islámský národ (Nation of Islam) se přiklání k víře, že UFO jsou člověkem vytvořené stroje, které nejsou pilotované mimozemskými bytostmi, ale lidmi. Věří, že tyto stroje budou hrát roli při Soudném Dni. Pozdější vůdce Islámského národa Elijah Muhammed tvrdil, že biblická Kniha Ezechielova popisuje „Mateřskou Loď“ či „Velké Kolo“. Elijah ve svých knihách hlásal , že jeho mentor Wallace Fard Muhammad tvrdil, že na Zemi byli skryté technologie, které znají vybraní vědci světa. Fard dále tvrdil, že měla být zkonstruována obří Mateřská Loď nebo „Kolo“ na ostrově Nippon ( dnešní Japonsko) v roce 1929. Současný vůdce hnutí, Louis Farrakhan popisuje Mateřskou Loď následovně:
Ctihodný Elijah Muhammad nám řekl o obří Mateřské Lodi, která je vytvořena jako vesmír – sféry uvnitř sfér. Běloši je nazývají neidentifikovanými létajícími objekty (UFO). Ezechiel v starém zákoně viděl kolo, které vypadalo přes den jako mrak a v noci jako sloup ohně. Ctihodný Elijah Muhammad řekl, že kolo bylo postaveno některými z původních vědců na ostrově Nippon, který je nyní nazýván Japonskem. V čase jeho sestrojení stálo 15 miliard ve zlatě. Je sestrojeno z nejsilnější oceli. Amerika zatím neví složení oceli použité k stavbě takovéhoto nástroje. Je to kruhové letadlo a Bible říká, že nikdy nezatáčí. Kvůli jeho kruhové podstatě může zastavit nebo cestovat všemi směry rychlostí tisíců mil za hodinu. Řekl, že uvnitř Mateřského Kola je 1500 malých kol, které jsou velké půl míle na půl míle (800 x 800 m). Mateřské Kolo je jako malá, člověkem vytvořená planeta. Každé z malých kol nese tři bomby. 

### Raeliáni
Mezinárodní hnutí Raeliánú je podle některých autorů „největší náboženství UFO na světě“. Raeliáni věří, že vědecky pokročilí mimozemšťané, známí jako Elohim, vytvořili život na Zemi pomocí genetického inženýrství a že kombinace klonování člověka a „přenosu mysli“ může nakonec poskytnout věčný život. Minulí učitelé náboženství, jako Ježíš, Buddha a Mohamed, jsou údajně zasláni těmito vědecky vyspělými mimozemšťany, aby učili lidstvo. Říká se, že Elohim plánují v budoucnu návštěvu na Zemi, aby završili svá zjevení a vzdělávání lidstva.
Raeliánský kněz Thomas popsal toto hnutí následovně: „Rozdíl mezi Raeliány a Nebeskou bránou a Jimem Jonesem atd. spočívá v tom, že ostatní destruktivně věřili v Boha, který by jim po smrti dal lepší život, stejně jako většina věřících v monoteistická náboženství dnes, a tedy i riziko sebevražedného pronásledování posmrtného života… jako Raeliáni chceme v našem životě to nejlepší právě teď, kdo by chtěl v takovémto scénáři zemřít při všech těch potěšeních, které je možno si užít? Raeliáni věří v radost ze života nyní, se štěstím a smíchem.

### Akademie věd Unarius
Akademie věd Unarius (akronym Universal Articulate Interdimensional Understanding of Science - Univerzální jasné interdimenzionální chápání vědy), založená v roce 1954 Ernestem L. Normanem a jeho manželkou Ruth, je skupinou se sídlem v kalifornském El Cajonu, která věří, že pomocí čtyřdimenzionální fyziky jsou schopni komunikovat s vyspělými inteligentními bytosti, které údajně existují na „vyšších frekvenčních“ úrovních. Unariáni věří v nesmrtelnost duše a tvrdí, že sluneční soustava (včetně Země) byla kdysi osídlena meziplanetárními civilizacemi.

### Vesmírní lidé
Celým názvem Vesmírní lidé sil světla je české hnutí soustředěné kolem Iva A. Bendy. Jeho systém víry je založen na existenci mimozemských civilizací telepaticky komunikujících od října 1997 s Bendou a dalšími „kontaktovanými osobami“ a později i přímým osobním kontaktem. Podle Bendy tyto civilizace řídí flotilu kosmických lodí vedenou Aštarem (někdy psaný Aštar Šeran), která obíhá a pozorně sleduje Zemi, pomáhá dobru a čeká na transport následovníků do jiné dimenze. Věrouka Vesmírných lidí inkorporuje různé prvky z ufologie, křesťanství (Ježíš jako bytost „jemné vibrace“) a konspirační teorie (síly zla plánují povinné čipování lidstva).

### Univerzální průmyslová církev Nového Světového Utěšitele
Univerzální průmyslová církev Nového Světového Utěšitele je náboženství UFO založené v roce 1967 Allenem Michaelem.
V roce 1947 byl Allen Noonan písmomalířem v Long Beach v Kalifornii. V tento rok prohlásil, že se setkal s Galaktickými vesmírnými bytostmi. Zatímco maloval vývěsní štít, byl údajně přenesen do mateřské lodi. Poté si změnil jméno na Allen Michael. Tvrdil, že se fyzicky setkal s létajícím talířem v roce 1954 při Giant Rock v poušti Mojave v Kalifornii . Během léta lásky založil komunitu Rodina Jednoho Světa s veganskou restaurací na severovýchodním rohu ulic Haight a Scott v San Franciscu v Kalifornii Restaurace nesla název Here and Now (Tady a teď). Následovalo založení 7 podobných restaurací. Jeho komunální skupina žila na počátku 70. let ve dvou velkých domech v Berkeley v Kalifornii . V roce 1969 obec založila veganskou restauraci v mnohem větším prostoru na Telegraph Avenue a Haste Street v Berkeley a název restaurace se změnil na Centrum přírodních potravin Rodiny Jednoho Světa. Vydali vegetariánskou kuchařku nazvanou Cosmic Cookery. Na straně restaurace byla velká nástěnná malba namalovaná Allenem Michaelem, který nad ní napsal frázi Farmáři, Pracovníci, Vojáci spojte se - Spirituální Revoluce Lidí 1776 - 1796! Farmář držel vidle, pracovník držel kladivo a voják držel pistoli a měli ruce kolem ramen. Nad nimi letěly tři létající talíře chystající se přistát. V roce 1973 Allen Michael založil „Univerzální průmyslovou církev Nového Světového Utěšitele“ a vydal první svazek svých předaných zjevení, Věčné evangelium. V roce 1975 se církevní ředitelství a vegetariánská restaurace přestěhovaly do Stocktonu v Kalifornii. Allen Noonan kandidovala na prezidenta Spojených států ve volbách 1980 a 1984 na kandidátce Utopian Synthesis Party.